# Золотов, Гаврил Никифорович
Гаврил Никифорович Золотов — советский хозяйственный, государственный и политический деятель, Герой Социалистического Труда.

## Биография
Родился в 1913 году в селе Воскресенское. Член КПСС.
С 1933 года — на хозяйственной, общественной и политической работе. В 1933—1973 гг. — колхозник, механизатор, участник Великой Отечественной войны, командир стрелковой роты 23-го гвардейского стрелкового полка 8-й гвардейской стрелковой (Панфиловской) дивизии 2-го Прибалтийского фронта, вальцовщик сортопрокатного цеха металлургического завода «Серп и молот» города Москвы.
Указом Президиума Верховного Совета СССР от 19 июля 1958 года присвоено звание Героя Социалистического Труда с вручением ордена Ленина и золотой медали «Серп и Молот».
Избирался депутатом Верховного Совета РСФСР 5-го созыва.
Умер в Москве в 1997 году.